# Concours Eurovision de la chanson junior 2024
Let’s Bloom
- Pays participants
- Pays ayant déjà participé dans le passé mais pas en 2024

Nice 2023 Tbilisi 2025
Le Concours Eurovision de la chanson junior 2024 est la 22e édition du Concours Eurovision de la chanson junior. Elle a lieu à la Caja Mágica de Madrid, le samedi 16 novembre 2024 à la suite de la deuxième place de l'Espagne lors de l'Eurovision junior 2023 et du refus de la France, gagnante de l'édition 2023, d'accueillir l'Eurovision junior 2024. 
La Géorgie remporte pour la quatrième fois l'Eurovision junior avec la chanson To My Mom d'Andria Putkaradze avec 239 points, huit ans après la victoire de Mariam Mamadachvili en 2016 avec son titre Mzeo et établissant ainsi un record dans l'histoire du concours.

## Préparation du concours

### Lieu et budget

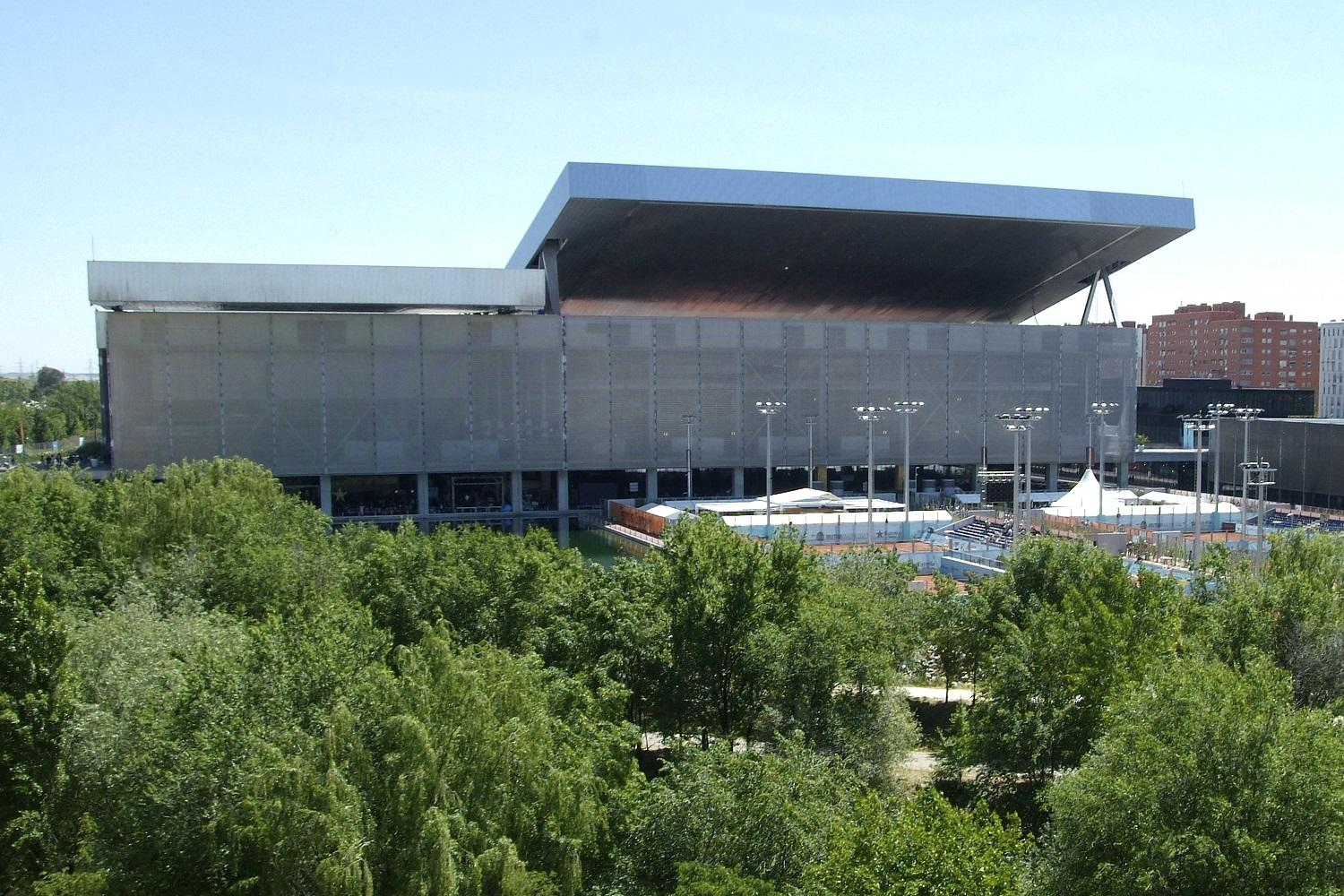
La Caja Mágica, lieu hôte du concours.

Contrairement au Concours adulte, le pays vainqueur du Concours junior n'obtient pas automatiquement le droit d'organiser l'édition suivante. Après la victoire de la France lors de l'édition 2023 à Nice, Stéphane Sitbon-Gomez annonce que des négociations seront menées avec l'UER concernant l'organisation du concours 2024, car plusieurs pays ont exprimé leur intérêt pour l'accueil du Concours junior et France Télévisions « ne veut pas d'un monopole français de l'Eurovision junior ».
Le 14 février 2024, l'UER annonce que l'Espagne — deuxième de l'édition 2023 — organisera le Concours junior en fin d'année. C'est la première fois que le pays organise le concours ainsi que la première fois qu'il organise un événement de l'Eurovision depuis l'Eurovision 1969.
Plusieurs villes comme Grenade et Malaga ainsi que la Communauté valencienne déposent leur candidature pour accueillir le concours. Le 10 mai 2024, le diffuseur espagnol RTVE annonce que cette édition se déroulera à la Caja Mágica de Madrid,. L'Espagne accueille ainsi le concours, 20 ans après sa victoire en 2004.
Lors d’une réunion qui a lieu le 24 juin 2024, le conseil d’administration du diffuseur espagnol RTVE décide d'allouer un budget de 5,5 millions d'euros pour l’organisation du concours,.

### Slogan et identité visuelle
Le 3 septembre 2024, l'UER et la RTVE révèlent le slogan du concours, Let's Bloom (en français : Fleurissons) en référence aux jeunes chanteurs qui s'épanouiront sur la scène du concours. Le logo, représentant des fleurs, est révélé le même jour, ainsi que le design de la scène du concours, qui est parsemé de végétaux.

### Changement de jour de diffusion
Fin 2022, le superviseur exécutif Martin Österdahl annonce que des discussions ont lieu concernant la date et l'horaire de diffusion du concours. Lors d'une interview, il ouvre la porte à un déplacement du créneau horaire de la compétition au samedi, en access prime-time ou en prime-time, au lieu du dimanche après-midi.
Le 10 mai 2024, il est annoncé que le concours sera organisé un samedi, pour la première fois depuis 2015. L'heure de diffusion du concours est fixée à 18 h.

## Concours

### Liste des participants
Les pays membres actifs de l'UER sont autorisés à prendre part au Concours, ainsi que les pays membres associés sur invitation.
La liste finale des 17 pays participants est annoncée le 3 septembre 2024. Cette édition 2024 voit le retour de Chypre dans le concours après 6 éditions d'absence, ainsi que celui de Saint-Marin après 8 éditions d'absence,. À l’inverse, elle voit le retrait du Royaume-Uni après 2 éditions consécutives de participation.
Lors d'une réunion des chefs de délégation qui a eu lieu le 1er octobre 2024, un tirage au sort est effectué pour déterminer l'ordre de passage de l'Espagne (en 10e position), ainsi que le pays qui ouvrira la compétition (l'Italie) et celui qui la clôturera (Malte). Le reste de l'ordre de passage est dévoilé le 10 octobre 2024.
| Ordre | Pays              | Artiste           | Chanson              | Langue(s)            | Place | Points |
| ----- | ----------------- | ----------------- | -------------------- | -------------------- | ----- | ------ |
| 01    | Italie            | Simone Grande     | Pigiama party        | Italien, anglais     | 9     | 98     |
| 02    | Estonie           | Annabelle Ats     | Tänavad              | Estonien             | 14    | 55     |
| 03    | Albanie           | Nikol Çabeli      | Vallëzoj             | Albanais             | 7     | 126    |
| 04    | Arménie           | Leo               | Cosmic Friend        | Arménien, anglais    | 8     | 125    |
| 05    | Chypre            | Maria Pissarides  | Crystal Waters       | Grec, anglais        | 13    | 60     |
| 06    | FranceT           | Titouan Hervo     | Comme ci comme ça    | Français             | 4     | 177    |
| 07    | Macédoine du Nord | Ana & Aleksej     | Marathon             | Macédonien, anglais  | 16    | 54     |
| 08    | Pologne           | Dominik Arim      | All Together         | Polonais, anglais    | 12    | 61     |
| 09    | Géorgie           | Andria Putkaradze | To My Mom            | Géorgien             | 1     | 239    |
| 10    | EspagneH          | Chloe DelaRosa    | Como la Lola         | Espagnol             | 6     | 144    |
| 11    | Allemagne         | Bjarne            | Save The Best For Us | Allemand, anglais    | 11    | 71     |
| 12    | Pays-Bas          | Stay Tuned        | Music                | Néerlandais, anglais | 10    | 91     |
| 13    | Saint-Marin       | Idols SM          | Come noi             | Italien              | 17    | 47     |
| 14    | Ukraine           | Artem Kotenko     | Hear Me Now,         | Ukrainien, anglais   | 3     | 203    |
| 15    | Portugal          | Victoria Nicole   | Esperança            | Portugais, espagnol  | 2     | 213    |
| 16    | Irlande           | Enya Cox Dempsey  | Le chéile            | Irlandais            | 15    | 55     |
| 17    | Malte             | Ramires Sciberras | Stilla ċkejkna       | Maltais              | 5     | 153    |

#### Tableau des votes
- Premier
- Deuxième
- Troisième
- Dernier

| Pays              | Jurys | Jurys  | Vote Internet | Vote Internet | Total final | Total final |
| Pays              | Place | Points | Place         | Points        | Place       | Points      |
| ----------------- | ----- | ------ | ------------- | ------------- | ----------- | ----------- |
| Italie            | 9e    | 52     | 12e           | 46            | 9e          | 98          |
| Estonie           | 14e   | 14     | 15e           | 41            | 14e         | 55          |
| Albanie           | 5e    | 82     | 14e           | 44            | 7e          | 126         |
| Arménie           | 7e    | 76     | 10e           | 49            | 8e          | 125         |
| Chypre            | 16e   | 10     | 9e            | 50            | 13e         | 60          |
| France            | 3e    | 103    | 4e            | 74            | 4e          | 177         |
| Macédoine du Nord | 11e   | 20     | 17e           | 34            | 16e         | 54          |
| Pologne           | 15e   | 13     | 11e           | 48            | 12e         | 61          |
| Géorgie           | 1er   | 180    | 6e            | 59            | 1er         | 239         |
| Espagne           | 6e    | 80     | 5e            | 64            | 6e          | 144         |
| Allemagne         | 13e   | 14     | 7e            | 57            | 11e         | 71          |
| Pays-Bas          | 10e   | 34     | 8e            | 57            | 10e         | 91          |
| Saint-Marin       | 17e   | 1      | 13e           | 46            | 17e         | 47          |
| Ukraine           | 2e    | 122    | 2e            | 81            | 3e          | 203         |
| Portugal          | 4e    | 96     | 1er           | 117           | 2e          | 213         |
| Irlande           | 12e   | 15     | 16e           | 40            | 15e         | 55          |
| Malte             | 8e    | 74     | 3e            | 79            | 5e          | 153         |

#### Allocation des «12 points»
12 est le maximum de points que peut recevoir chaque pays, ils ont été attribués de cette manière,:
| Nombre | Récipiendaire | Votant(s) |
| ------ | ------------- | --- |
| 12     | Géorgie       | Albanie, Arménie, Chypre, Espagne, Estonie, Irlande, Italie, Malte, Pays-Bas, Portugal, Saint-Marin, Ukraine |
| 2      | Arménie       | France, Géorgie                                                                                              |
| 2      | Ukraine       | Macédoine du Nord, Pologne                                                                                   |
| 1      | Portugal      | Allemagne |

#### Pays membres de l'UER
- Royaume-Uni - Dans un article publié le 27 mai 2024, le média polonais spécialisé dans l'Eurovision Eurowizja.org révèle que la chaîne britannique BBC n'a pas encore pris de décision concernant sa participation au concours, mais qu'elle prévoit de l'annoncer prochainement via BBC Media Centre[23]. Le pays se retire officiellement le 21 juin 2024, après 2 ans de participation continue[24].

#### Pays membres associés de l'UER
- Kazakhstan - Le 26 novembre 2023, lors de la finale de l'édition 2023, le diffuseur kazakh Khabar Agency exprime son intention de participer à nouveau au concours en 2024 ; toutefois, cela dépend d'une invitation formelle de l'UER. Le diffuseur polonais participant TVP mentionne le 14 mai 2024 dans un article sur le concours que le diffuseur du Kazakhstan avait exprimé son intention de participer, mais n'avait pas encore pris de décision finale[25]. Le 22 août 2024, Khabar Agency annonce finalement que le pays ne fera pas son retour en 2024, pour diverses raisons comme l'heure de diffusion et les contraintes financières[26]. La dernière participation du Kazakhstan remonte à 2022.

## Retransmission du concours

### Dans les pays participants
Tous les diffuseurs participants pourront choisir de faire appel à des commentateurs sur place ou à distance pour fournir des informations sur le concours et des informations sur le vote à leur public local. L'Union européenne de radio-télévision proposera également des diffusions internationales en direct du concours via sa chaîne YouTube officielle, sans commentaires.
| Pays              | Diffuseurs                          | Commentateurs                                                                                  | Porte-paroles       |
| ----------------- | ----------------------------------- | ---------------------------------------------------------------------------------------------- | ------------------- |
| Albanie           | RTSH                                |                                                                                                |                     |
| Allemagne         | KiKA                                | Consi (de)                                                                                     |                     |
| Allemagne         | MausLive via WDR 5                  | Annika Witzel et Max Plate                                                                     |                     |
| Arménie           | Arménie 1                           |                                                                                                |                     |
| Chypre            | RIK 2, RIK Sat                      | Kyriakos Pastides                                                                              | Patroklos Patroklou |
| Espagne           | La 1, TVE Internacional             | Espagnol : Julia Valera (es) et Tony Aguilar (es) Catalan : Sònia Urbano et Xavi Martínez (es) | Carlos Higes        |
| Espagne           | Radio Nacional                      | David Asensio et Sara Calvo                                                                    | Carlos Higes        |
| Espagne           | Ràdio 4                             | Sònia Urbano et Xavi Martínez (es)                                                             | Carlos Higes        |
| Estonie           | ETV                                 | Estonien : Marko Reikop (en)                                                                   | Arhanna             |
| Estonie           | ETV+ (en)                           | Russe : Aleksandr Hobotov et Julia Kalenda                                                     | Arhanna             |
| France            | France 2                            | Stéphane Bern et Valentina,                                                                    | Lissandro           |
| Géorgie           | Première chaîne                     |                                                                                                | Anastasia Vasadze   |
| Italie            | Rai 2                               | Mario Acampa (it), Simone Barlaam et Kaze,                                                     |                     |
| Irlande           | TG4                                 |                                                                                                |                     |
| Macédoine du Nord | MRT 1                               |                                                                                                |                     |
| Malte             | TVM                                 |                                                                                                | Yulan Law           |
| Pays-Bas          | NPO Zapp (en) via NPO 3             |                                                                                                | Veronika            |
| Pays-Bas          | NPO 2 Extra (en)                    |                                                                                                | Veronika            |
| Pologne           | TVP 2, TVP Polonia                  | Artur Orzech (en)                                                                              | Maja Krzyżewska     |
| Portugal          | RTP1, RTP África, RTP Internacional | Carina Jorge et Nuno Galopim (pt)                                                              | Júlia Machado       |
| Saint-Marin       | San Marino RTV                      | Mirco Zani et Roberto Bagazzoli                                                                |                     |
| Ukraine           | Suspilne Kultura                    | Timour Mirochnytchenko,                                                                        | Anastasia Dymyd     |

### Dans les autres pays
| Pays       | Diffuseur      | Commentateurs                      |
| ---------- | -------------- | ---------------------------------- |
| Croatie    | HRT            | Duško Ćurlić (en) et Nika Turković |
| Lituanie   | LRT Plius (en) | Ramūnas Zilnys (lt)                |
| Luxembourg | RTL Zwee       | Raoul Roos et Eric Lehmann         |